# Helgrindur
Der Gebirgszug Helgrindur mit seinem höchsten Gipfel Böðvarskúla (988 m) befindet sich auf der Halbinsel Snæfellsnes südwestlich des Ortes Grundarfjörður im Westen Islands.

## Name
Der Name bedeutet Zaun der Hölle. Das könnte damit zusammenhängen, dass sich in früheren Zeiten einer der wichtigsten Handelsplätze auf Snæfellsnes in Búðir auf der Südseite der Halbinsel befand und daher etliche als schwierig geltende Wege über dieses Gebirge führten.

## Beschreibung
Es handelt sich um ein langgezogenes Gebirgsmassiv, das vom Egilsskarð und dem Berg Tröllkerling (873 m) im Südosten bis zum Kaldnasi (988 m) im Nordwesten reicht. Dort findet sich im Gebirgszug eine scharfe Biegung nach Norden und er reicht noch einige weitere Kilometer bis zur Mýrarhyrna (578 m).

## Vulkanismus
Bei dem vulkanischen Bergmassiv handelt es sich um einen der höchsten Gebirgszüge der Halbinsel Snæfellsnes. Hier befindet sich auch der Zentralvulkan des Vulkansystems Lýsuskarð.
Das Vulkansystem ist das mittlere auf der Halbinsel und liegt zwischen den Systemen des Snæfellsjökull und der Ljósufjöll.

## Wetterscheide
Die hohen Berge teilen Snæfellsnes zusammen mit den beiden anderen Hauptgebirgszügen in zwei Klimazonen, die jeweils der Bucht Faxaflói im Süden bzw. dem großen Fjord Breiðafjörður im Norden zugehören. 
Berüchtigt sind die scharfen Fallwinde, die von diesen Bergen bei Sturm aus Nord bzw. Süd auf der jeweils windabgewandten Seite herunterfegen.

## Bergsteigen
Helgrindur ist beliebt bei Bergsteigern.
Man kann z. B. von Kalfárvellir auf der Südseite auf ihn hinaufgehen.

## Belege
1. ↑  Ari Trausti Guðmundsson, Pétur þorleifsson: Íslensk fjöll. Gönguleiðir á 151 tind. Reykjavík (Mál og Menning) 2004, S. 100
2. ↑  Ari Trausti Guðmundsson, Pétur þorleifsson: Íslensk fjöll. Gönguleiðir á 151 tind. Reykjavík (Mál og Menning) 2004, S. 100f.